# Субурбикон
«Субурбикон» (англ. Suburbicon) — американская чёрная комедия с элементами триллера режиссёра Джорджа Клуни, вышедшая на экраны в 2017 году. Участник основного конкурса Венецианского кинофестиваля. Премьера фильма в России состоялась 16 ноября 2017 года.

## Сюжет
Действие фильма происходит в тихом городке Субурбикон в 1959 году. В город приезжает и поселяется в одном из домов семья чернокожих — Майерсов. С этого момента тихие жители Субурбикона превратят их жизнь в ад.
Образцовая и добропорядочная семья Лоджей, живущая по соседству с новыми Майерсами и состоящая из главы семейства Гаднера, его жены Роуз, прикованной к инвалидному креслу из-за старой автомобильной аварии, её сестры-близнеца Маргарет и сына Гарднера и Роуз — Никки, переживает вторжение в свой дом. Преступники Слоун и Луис собирают семью на кухне, связывают и усыпляют каждого по очереди хлороформом. Последнее, что замечает Никки, его мать намеренно душат при помощи хлороформа. Когда он приходит в себя в больнице, его отец сообщает ему печальную новость — мама умерла.
После похорон Маргарет остаётся жить в доме Лоджей, помогая Гарднеру по хозяйству и присматривая за Никки. Постепенно она принимает облик умершей Роуз — перекрашивает волосы в светлый цвет.
Лейтенант полиции Хайтауэр, ведущий дело о разбое, сообщает, что задержана группа грабителей и Лоджи должны их опознать. Маргарет привозит с собой Никки, за что Гарднер её отчитывает, и они вдвоём уходят на опознание, оставив Никки в приёмной. На опознании ни Гарднер, ни Маргарет не признают никого из представленных преступников. В комнату для свидетелей проникает Никки и видит тех самых преступников, которые были в их доме. Он удивлён, почему отец не признал их. Позже он задаёт этот вопрос отцу. Гарднер говорит, что Никки ошибается и что это не те преступники.
Маргарет с Гарднером обсуждают переезд на остров Аруба, где их не сможет никто преследовать, ни полиция, ни преступники.
Далее Слоун и Луис приходят в офис к Гарднеру, избивают его и напоминают, что он должен им денег, иначе пожалеет.
В дом к Маргарет приходит страховой агент Бад Купер, который расследует страховой случай Гарднера и Роуз Лоджей. При разговоре он намеренно делает несколько словесных ловушек, в которые попадает Маргарет. На основании услышанного Бад делает вывод, что смерть Роуз неслучайна и это очень похоже на убийство. Маргарет выгоняет Бада из дома, но он обещает вернуться позже. Свидетелем разговора становится Никки.
Слоун и Луис обсуждают, что им придётся избавиться от Маргарет и Никки, чтобы запугать Гарднера. Они решают, что Луис должен убить их, а Слоун разберётся с Гарднером.
Избитый Гарднер приходит домой и встречает у порога Бада Купера, который пришёл с ним поговорить. Они проходят в дом и Бад просит Маргарет сделать ему чашку кофе. Он рассказывает Гарднеру, что знает об убийстве Роуз и требует отдать ему страховую сумму в обмен на молчание. Его убийство ничего им не даст, так как в его агентстве знают, где он находится. Выпив чашку кофе и почувствовав себя плохо, Бад выбегает из дома с криками. Маргарет, на вопрос Гарднера признаётся, что кофе отравлен. Гарднер берёт кочергу от камина и говорит ей никуда не уходить до его прихода и идёт вслед за Бадом.
Маргарет понимает, что Никки догадался о их связи с преступниками и о смерти матери. Она решает его отравить, для чего она толчёт таблетки и высыпает в молоко и бутерброды и пытается предложить их Никки. Никки убегает к себе в комнату и звонит дяде Митчу, говоря, что его хотят убить. Маргарет перерезает телефонный провод, а Никки запирается у себя в комнате.
На улице в машине сидят Слоун и Луис и наблюдают за домом Лоджей. Внезапно они видят выбегающего Бада и далее видят, как Гарднер убивает его кочергой. Луис идёт в дом Гарднера, его встречает Маргарет, которая пытается оправдаться, но Луис душит её. Никки это видит, убегает к себе в команту и запирается в ней, прячась под кровать. Луис поднимается к нему, вышибает дверь и пытается вытащить Никки из-под кровати. Внезапно кто-то оттаскивает Луиса от кровати, следует драка и выстрелы из пистолета. Выясняется, что приехал дядя Митч спасти Никки. Митч, весь в крови, уводит Никки из его комнаты, где на кровати лежит убитый Луис. Митч ведёт Никки в чулан, даёт ему свой пистолет и уходит обратно в комнату Никки и звонит и пытается позвонить в полицию по телефону, который обрезала Маргарет, но вскоре умирает от ножевых ран, полученных от Луиса.
Гаднер, убивший Бада, едет обратно на велосипеде, его догоняет на машине Слоун, угрожает ему, но его тут же сбивает пожарная машина. Автомобиль с раненым Слоуном взрывается.
Гарднер приезжает домой и находит убитых Маргарет, Луиса и Митча. Затем в чулане он находит Никки. Он забирает у него пистолет, приводит в кухню и предлагает 2 варианта, либо он убивает Никки как свидетеля и представляет всё таким образом, что преступники, ворвавшись в дом, всех убивают, а Гарднера ранят. Либо Никки молчит и никому не говорит о случившемся, а потом они собирают деньги и уезжают на Арубу, чтобы начать новую жизнь подальше от этих воспоминаний. Гарднер ест бутерброд, приготовленный Маргарет для Никки, и пьёт молоко. В процессе разговора Гаднер посоветовал Никки перестать общаться с цветным мальчиком.
Утром Никки сидит и смотрит телевизор в доме, полном трупов, и за столом сидит Гарднер, умерший от отравленных бутербродов и молока. Никки выходит во двор и играет в мяч с Энди, соседским чернокожим мальчишкой.
Параллельно раскрывается нетерпимость Субурбикона к чернокожим соседям. Сначала жители просто сидят во дворе Майерсов, потом они обносят их дом забором, далее постоянно шумят и стучат в барабаны, пытаясь вынудить Майерсов уехать. В конце концов противостояние выливается в стихийный бунт, в ходе которого начинаются беспорядки, которые прекращаются под утро при помощи полиции.
Утром местный телеканал берёт интервью у одной из жительниц, которая говорит, что до приезда чернокожей семьи в их городе никогда такого не происходило. Другой журналист поделился своими теориями, согласно которым цветную семью прислали евреи и коммунисты. Судьба Никки и дальнейшие события остаются неизвестными.

## В ролях
| Актёр          | Роль                   |
| -------------- | ---------------------- |
| Мэтт Деймон    | Гарднер Лодж           |
| Джулианна Мур  | Роуз/Маргарет          |
| Оскар Айзек    | Бад Купер              |
| Ноа Джуп       | Никки Лодж             |
| Гленн Флешлер  | Айра Слоун             |
| Алекс Хэсселл  | Луис, подельник Слоуна |
| Меган Фергюсон | Джун                   |
| Джек Конли     | Хайтауэр               |
| Гэри Басараба  | дядя Митч              |
| Майкл Коэн     | Стретч                 |
| Стив Монро     | почтальон Генри        |
| Тони Эспиноса  | Энди Майерс            |

## Награды и номинации
- 2017 — участие в конкурсной программе Венецианского кинофестиваля, где лента была отмечена премией фонда Миммо Ротелла (Джордж Клуни) и премией имени Франки Соццани (Джулианна Мур).
- 2018 — номинация на премию «Сатурн» за лучший триллер.
- 2018 — номинация на премию Лондонского кружка кинокритиков лучшему британскому или ирландскому молодому актёру (Ноа Джуп).
- 2018 — премия «Молодой актёр» за лучшую мужскую роль второго плана (Тони Эспиноса), а также номинация в категории «лучшая мужская роль» (Ноа Джуп).

## Факты
- Первоначально в качестве исполнителя главной роли планировалось задействовать самого Джорджа Клуни[2].
- Главного героя в русском дубляже озвучивает Гарик Харламов[3].

## Прием

### Сборы
Фильм собрал 5,8 млн долларов в Соединенных Штатах и Канаде, и 4,5 млн долларов в других странах на общую сумму — 10,2 млн долларов, против производственного бюджета в 25 млн долларов.

### Критика
На сайте Rotten Tomatoes фильм имеет рейтинг одобрения 28 %, на основании 243 рецензий критиков, и среднюю оценку — 4,5/10. Критический консенсус сайта гласит: «Неудачная попытка режиссера Джорджа Клуни, „Субурбикон“ пытается манипулировать социальной сатирой, расовыми комментариями и тайнами убийств одновременно — и в конечном итоге создает беспорядок из всех трех составляющих».
На сайте Metacritic фильм набрал 42 балла из 100, основанных на 49 отзывах, указывая на «смешанные или средние отзывы».
Зрители, опрошенные CinemaScore, дали фильму средний балл «D-» по шкале от A + до F.